# Canadese rus
Canadese rus (Juncus canadensis) is een plantensoort uit de russenfamilie (Juncaceae).

## Determinatie
Canadese rus is een overblijvende, kruidachtige plant die een hoogte bereikt van 10–100 cm. De rechtopgaande, gladde, 1–5 mm dikke stengel is hol onder de bloeiwijze en heeft op regelmatige afstanden tussenschotten. De bloeistengels hebben dwarsschotten. Aan de voet van de stengel zit één blad. Aan de stengel zitten twee, 7–22 mm lange en 1,2–3 mm brede bladeren. De kale bladeren zijn hol met op regelmatige afstand dwarse, niet doorboorde tussenschotten. De oortjes zijn 1–1,2 mm lang. 
De plant bloeit van juni tot in september met bruine bloemen, die met 3–10 mm brede hoofdjes een bloeiwijze vormen. De takken van de bloeiwijze staan schuin rechtop. In een hoofdje kunnen 5–50 bloemen zitten. De zes bloemdekbladen zijn spits of toegespitst. De binnenste bloemdekbladen zijn 2,9–4 mm lang en iets langer dan de buitenste. De bloem heeft drie meeldraden. De lengte van de helmhokjes is de helft van de lengte van de helmdraad. Het bovenstandige vruchtbeginsel heeft één stijl met drie draadvormige stempels. De plant is een windbestuiver.
De vrucht is een veelzadige, driehokkige, 3,3–4,5 mm lange doosvrucht. De 1,2–1,9 mm lange zaden zijn naar beide einden versmald. De buitenste zaadhuid zit los om de rest van het zaad en is aan beide uiteinden verlengd met een witachtig aanhangsel.

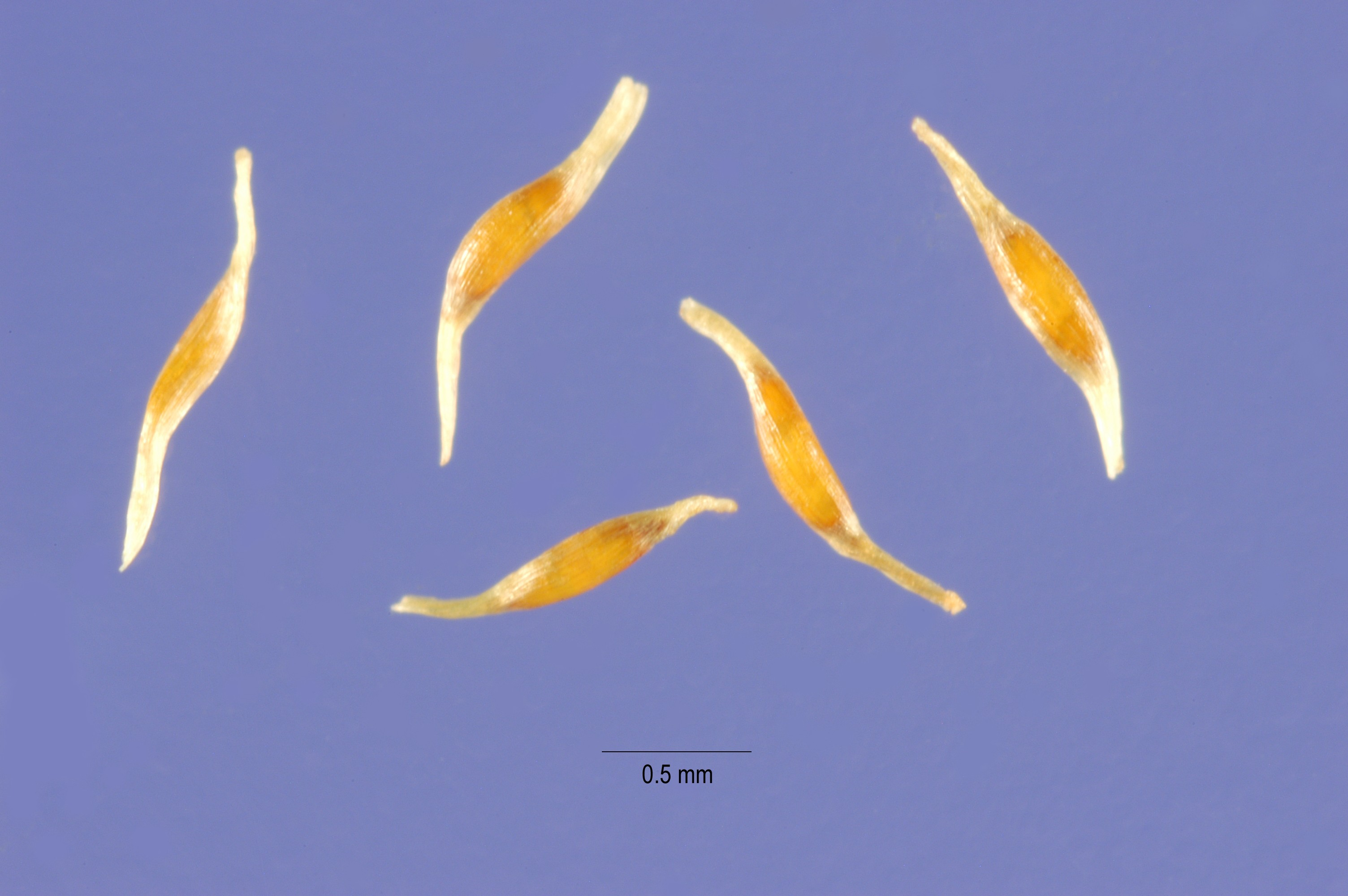
Zaden

Het aantal chromosomen is 2n=80.

## Ecologie
Canadese rus komt voor in zure moerassen en aan de oevers van heideplassen.

## Verspreiding
Het natuurlijke verspreidingsgebied van Canadese rus strekt zich uit over Zuidoost-Canada en het noordoosten van de Verenigde Staten en is vandaar uit verder verspreid naar Europa, Australië en Nieuw-Zeeland.